# 藤村庸軒
藤村 庸軒（ふじむら ようけん、慶長18年（1613年） - 元禄12年9月18日（1699年10月10日））は、日本の茶匠。千宗旦の直弟子であり、宗旦四天王の一人。表千家の流れを汲む、庸軒流茶道の開祖。漢詩人としても知られる。名は政直（のちに当直）、俗称は十二屋源兵衛。微翁、反古庵と号す。

## 人物
藤村庸軒は、千家とつながりの深かった久田家初代の久田宗栄の次男で、呉服商十二屋の藤村家に養子に入ったとされる（異説あり）。薮内紹智に茶の湯を学び、小堀政一（遠州）、金森重近（宗和）からも教えを受ける。のちに千宗旦のもとで台子伝授を許され宗旦四天王の一人に数えられた。久須美疎安（1636-1728年）は庸軒からの聞き書きなどをまとめて言行録『茶話指月集』をあらわしている。
庸軒の門人には茶に優れた人が多く、それぞれの系譜が伝わっている。そのうち現在まで伝わっているのが藤村正員、近藤柳可、比喜多宗積の流れである（詳しくは庸軒流参照のこと）。
藤村家の本家十二屋は庸軒長男の恕堅から、途中養子を取りながら継承されたが、茶の系譜としては恕堅と松軒のみで絶えている。
また庸軒は、三宅亡羊、山崎闇斎に儒学を学び、自作の漢詩も残している。没後、荻野道興の編集により『庸軒詩集』が1803年（享和3年）に刊行された。

## 茶席
以下は庸軒好みとして知られている茶室である。
- 西洞院屋敷内の茶室[2] - 二畳台目。
- 黒谷金戒光明寺西翁院の澱看席（よどみのせき） - 三畳道安囲い。
- 堅田の居初（いそめ）氏邸内の天然図画亭 - 北村幽庵との合作。主室八畳。

## 資料
- 『庸軒詩集』
- 『反古庵庸軒茶之湯之留書』（『茶道全集 巻五』所収）
- 『反古庵茶会』
- 『茶話指月集』